# Ioana Pârvulescu

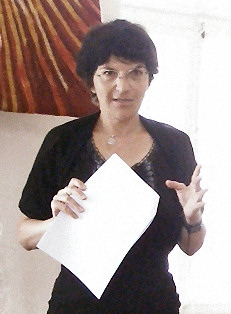
Ioana Pârvulescu 2008-ban

Ioana Pârvulescu (Brassó, 1960. január 10.) román esszéista, publicista, irodalomkritikus.

## Életrajza
A Bukaresti Egyetem Bölcsészettudományi Karán diplomázott 1983-ban. 1996 óta ugyanitt modern irodalmat oktat. 1999-ben védte meg Irodalmi előítéletek: kényelmes alternatívák a román irodalom interpretációjára (Prejudecăţi literare. Opţiuni comode în receptarea literaturii române) című doktori disszertációját. 1996 és 2000 között tanársegéd, 2000 és 2004 között adjunktus, 2004 óta pedig az egyetem Irodalmi Tanszékének docense. Dolgozott szerkesztőként, többek között a román Bölcsészeti Kiadónál, valamint a România literară című folyóiratnál. Sorozatszerkesztője volt a Cartea de pe noptieră nevű Bölcsészeti Kiadónál megjelent, több mint 200 címet jegyző sorozatnak. Franciáról és németről fordít, többek között Rilkét, Angelus Silesiust stb. Tagja a Román Írószövetségnek, valamint alapítója a romániai Összehasonlító Irodalmi Egyesületnek. Számos esszékötet szerzője, mint például a 2003-as Visszatérés a két világháború közötti Bukarestbe, a 2005-ben megjelent A XIX. század intimitása vagy a 2010-es Kérdések könyve, melyek Romániában több kiadást is megéltek. Szépíróként Az élet pénteken kezdődik című regényével debütált, melyben a kor szakértőjeként biztos kézzel és finom érzékenységgel jeleníti meg a 19. század végének Bukarestjét. A könyv 2013-ban elnyerte az Európai Unió Irodalmi Díját.

## Művei
- Cartea întrebărilor (Kérdések könyve), 2010
- Lenevind într-un ochi (versek), Ed. Eminescu, București, 1990
- Alfabetul doamnelor (irodalomkritika), Ed. Crater, București, 1999
- Prejudecăți literare (irodalomelmélet- és kritika), Ed. Univers, „Excellens”, București, 1999
- Întoarcere în Bucureștiul interbelic (esszé), Ed. Humanitas, București, 2003
- În intimitatea secolului 19 (A XIX. század intimitása), 2005
- De ce te iubesc. Paradoxurile iubirii în poezia lumii, antológia, Ed. Humanitas, București, 2006
- În țara Miticilor. De șapte ori Caragiale, Ed. Humanitas, București, 2007
- Întoarcere în secolul XXI, Ed. Humanitas, București, 2009
- Viața începe vineri (roman), Ed. Humanitas, 2009; magyarul: Az élet pénteken kezdődik, Typotex Kiadó, ISBN 978-963-2798-41-7
- Cartea întrebărilor, Ed. Humanitas, București, 2010
- Lumea ca ziar. A patra putere: Caragiale, Ed. Humanitas, Bucuresti, 2011
- Viitorul începe luni (regény), Ed. Humanitas, Bucuresti, 2012
- Intelectuali la cratiță. Amintiri culinare și 50 de rețete, 2012

## Magyarul
- Az élet pénteken kezdődik; ford. Koszta Gabriella; Typotex, Bp., 2015 (Typotex világirodalom)

## Díjak, elismerések
- Európai Unió Irodalmi Díja, 2013